# Kostel svatého Víta (Sedlec)
Kostel svatého Víta je římskokatolický chrám v obci Sedlec v okrese Břeclav. Je chráněn jako kulturní památka České republiky.
Jde o farní kostel farnosti Sedlec u Mikulova.

## Historie a popis
Sedlec byl po staletí především zemědělskou vsí. Uprostřed návsi stál původně gotický kostel sv. Oldřicha, na který upomíná věž z 15. století a křtitelnice s vročením 1585. Na počátku třicetileté války kostel vyplenili uherští vzbouřenci. Chrám byl poté barokně přestavěn a v roce 1672 nově zasvěcen svatému Vítovi. Vzácnou památkou je varhanní skříň se zlacenou barokní řezbou z konce 18. století. Z té doby pochází také dochovaná malířská sochařská výzdoba kostela. Historickou památkou je také farní budova z roku 1794 a hřbitov z roku 1786.